# Thieß Neubert

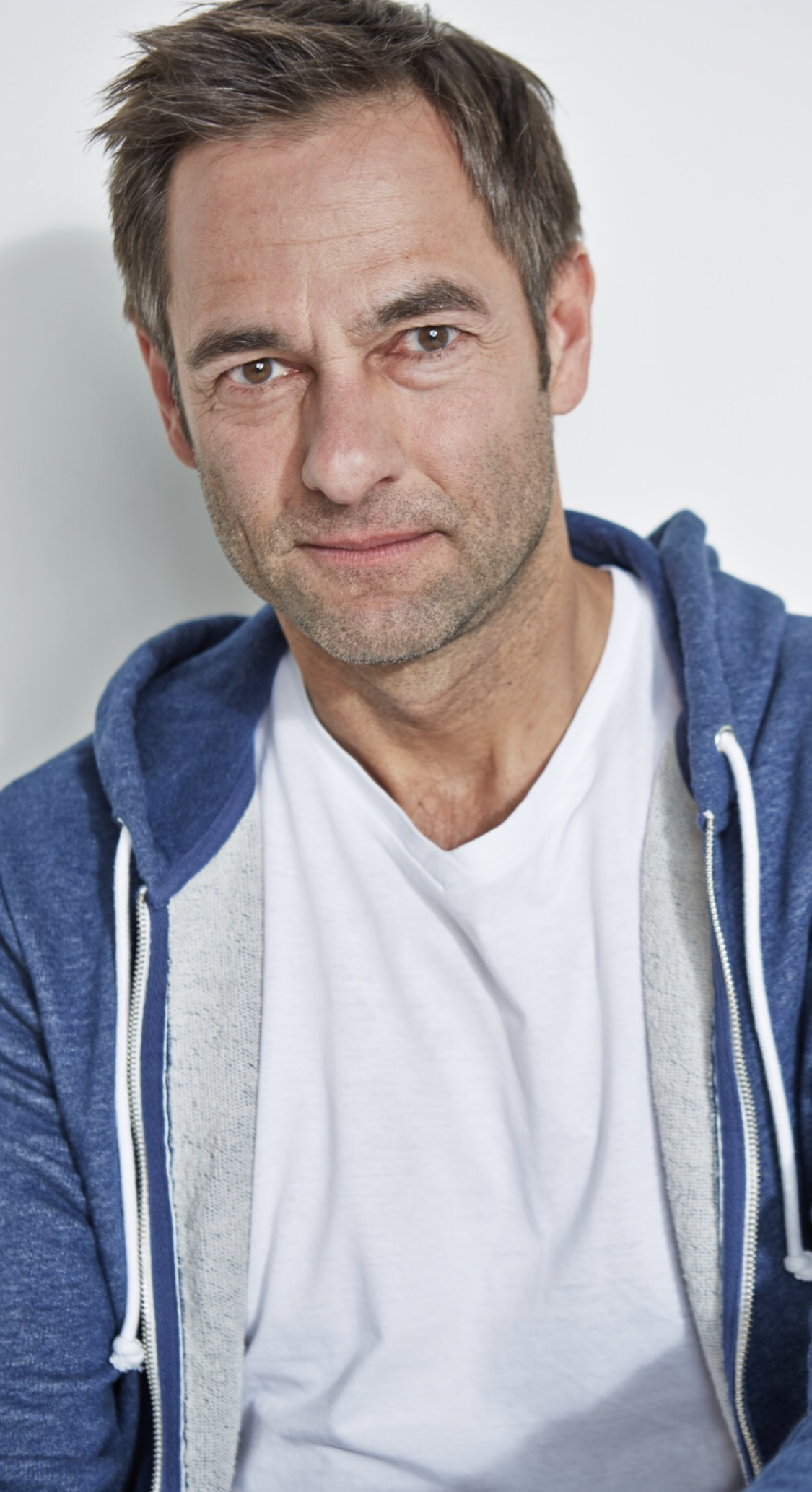

Thieß Neubert (* November 1971 in Westerstede) ist ein deutscher Comedian, Schauspieler und Fernsehmoderator.
Bekannt ist er vor allem als Moderator/Anchorman der Nachrichten-Parodie Postillon24 Nachrichten, die im Internet erstmals 2013 erschien, 2014/16 im NDR Fernsehen ausgestrahlt wurde (2 Staffeln à 6 Folgen/ Jahresrückblick 2016) und aus der Nachrichtenparodie-Website Der Postillon hervorgegangen ist. Für die Sendung tritt er häufig im Duo mit Anne Rothäuser auf. Des Weiteren gibt es seit 2018 eine Postillon-Bühnen-Show, die deutschlandweit von Neubert und Rothäuser live präsentiert wird. Neubert spricht seit 2014 die "Postillon Hörfunknachrichten", die bis heute werktäglich auf N Joy (NDR) ausgestrahlt werden. Seit Februar 2021 präsentieren Neubert und Rothäuser darüber hinaus einen samstäglichen News-Podcast namens "Podcastillon", der auf allen gängigen Plattformen abrufbar ist.
Neubert ist geschäftsführender Gesellschafter der Postillon24 Media UG. Zuvor war er u. a. als Moderator der Sendung „Studio eins“ (ARD, 1999–2003), als Darsteller in diversen Fernsehserien wie Marienhof (2011) und Verbotene Liebe (2003) sowie als Standup Comedian auf diversen Standup-Comedy-Bühnen (u. a. Quatsch Comedy Club, Nightwash) zu sehen.

## Website
- https://www.thiess-neubert.com/

| Personendaten    | Personendaten                                                |
| ---------------- | ------------------------------------------------------------ |
| NAME             | Neubert, Thieß                                               |
| KURZBESCHREIBUNG | deutscher Comedian, Schauspieler, Autor und Fernsehmoderator |
| GEBURTSDATUM     | November 1971                                                |
| GEBURTSORT       | Westerstede                                                  |